# Racing Plast Burträsk
Racing Plast Burträsk var ett svenskt företag i Burträsk som gjorde tävlingsbilar och byggsatsbilar. Det grundades 1965 av Kjell Lindskog. Företaget byggde olika modeller fram till 1970, då lagen för hembyggda byggsatsbilar ändrades så att man var tvungen att göra ett krocktest. Produktionen för export, mestadels till Norge och Finland, fortsatte till 1971 då en brand förstörde formarna för tillverkningen av delar.
Återförsäljaren i Finland köpte tillverkningsrättigher och gjorde nya former utifrån en redan levererad bil. Bilen producerades några år, men företaget övergick till att tillverka plastdelar och lade ned biltillverkningen. År 1982 ändrades lagen om krocktest, det planerades en återstart av biltillverkning och ungefär 20 exemplar tillverkades. När företaget i samma veva fick en stor order från den svenska militären på plastprodukter, lades tillverkningen återigen ned och formarna såldes.